# Arsénico (canción)
«Arsénico» es una canción de la banda mexicana de rock DLD, incluida para su álbum cuarto album  de estudio titulado Primario. El sencillo fue lanzada a principios del mes de agosto del año 2012 como el sencillo debut de dicho álbum por su discográfica Sony Music Group.

## Vídeo musical
El videoclip fue dirigido por Leche Ruiz y filmado en la Ciudad de México. En dicho vídeo se muestra a la agrupación estando en un juzgado en donde están esperando la sentencia que el preso va a recibir (el cual es el  integrante Francisco).

## Lista de canciones

### Descarga digital[6]
| Arsénico — Single |            |          |  |
| N.º               | Título     | Duración |  |
| 1.                | «Arsénico» | 3:17     |  |